# Patinoire de Courmayeur
La patinoire de Courmayeur se situe dans le village de Dolonne, dans la commune de Courmayeur, en Vallée d'Aoste, à l'intérieur du complexe sportif dénommé Courmayeur Sport Center.

## Description
Les dimensions selon le format olympique de 60 x 30 permettent le déroulement de compétitions de hockey sur glace, de patinage et de curling.

## Histoire
La patinoire de Dolonne a accueilli les matchs internes du Hockey Club Lions Courmaosta et du Hockey Club Les Aigles du Mont-Blanc.